# 顏理國
顏理國，CBE，QPM，CBIM（英語：Raymon Harry Anning，1930年7月22日—2020年12月20日），前香港警務處處長，曾經出任英國倫敦警察廳高級警官，後來獲委任為英國內政部英格蘭及威爾斯警察總監之一。於1983年獲委任為香港警務處副處長（行動），至1985年至1989年就在皇家香港警務處處長，亦是香港最後一任非華裔警務處處長。

## 簡歷
顏理國早年在英國倫敦里奇蒙文法學校接受教育，於1952年加入倫敦警察廳，於1969年晉升為總警司，被調派統領一支倫敦警察廳的隊伍，前往當時正在自行宣布獨立的安圭拉，維持局勢穩定。1973年，倫敦警察廳總監羅拔‧馬克爵士（Sir Robert Mark）驚悉部分探員收受賄賂以及容忍罪案，警察廳的內部貪污問題嚴重，遂委託當時為指揮官、駐守於紀律處分組的顏理國負責蘇格蘭場A10科，處理所有關於嚴重的警察投訴。顏理國率領60人（後來增加至84人）小組，於首半年調查共451宗投訴；最後，60名警務人員因為相關調查而被革職。

顏理國在蘇格蘭場駐守不久後，被借調至香港，就成立廉政公署向港英政府提供意見。
返回英國後，顏理國晉升為副助理總監，為刑事偵緝處副主管。1979年，顏理國在美國聯邦調查局學院進修，後來獲委任為內政部英格蘭及威爾斯警察總監之一，負責監察警察及向國務大臣就警務提供意見。

1983年7月17日，顏理國（當時暫譯顏理寧）接替武毅（Peter Moor），再臨香港，並且獲委任為警務處副處長（行動）。1985年4月15日，顏理國獲委任為警務處處長。在任期間，顏理國領導下的皇家香港警務處需要面對六四事件所帶來的治安動盪。1989年6月7日凌晨，一群滋事分子在貨車慢駛遊行期間聚集，在旺角及油麻地一帶搗毀汽車及附近大廈鐵閘、縱火及向警務人員投擲雜物。警察機動部隊奉召到場控制局面，期間發射約40枚催淚彈，並且拘捕了約10名滋事分子。顏理國事後發表聲明，指明有關滋事人等為不法分子，與支持在中國大陸北京的學生運動無關。1989年12月，在英國外相韓達德的指示下，顏理國獲得香港總督衛奕信批准退休，警務處處長由李君夏接任。至此，顏理國成為皇家香港警务处最後一任外籍處長。

晚年的顏理國健康轉差，於2020年12月20日病逝。

## 重訪香港
2014年，經由香港警務處聯絡事務科安排，顏理國於12月4日攜眷禮節性拜訪時任警務處處長曾偉雄。期間獲得邀請出席處長官邸晚宴，及特別批准重遊他在任期間的辦公室（即港島總區指揮官的辦公室）。

## 嘉獎及榮譽
- 英女皇警隊傑出服務獎章（QPM）（1975年）[7]
- 大英帝國司令勳章（CBE）（1982年）[8]
- 英國管理學會榮譽會員（1982年）[9]

## 外部連結
- （英文）英國內政部英格蘭、威爾斯及北愛爾蘭警察總監 Archive.today的存檔，存档日期2007-06-16
- 香港警察 （页面存档备份，存于）
- （英文）倫敦市警察 （页面存档备份，存于）

| 警職            | 警職                                    | 警職            |
| --------------- | --------------------------------------- | --------------- |
| 前任者： 韓義理 | 警務處處長 1985年4月15日至1989年12月1日 | 繼任者： 李君夏 |